# Nothofagus flaviramea
Nothofagus flaviramea Steenis – gatunek rośliny z rodziny bukanowatych (Nothofagaceae). Występuje naturalnie na Nowej Gwinei. 

## Morfologia
PokrójZimozielone drzewo dorastające do 50 m wysokości. Pień wyposażony jest w korzenie podporowe. Kora ma brązowo czerwonawą barwę.
LiścieBlaszka liściowa ma owalny kształt. Mierzy 5–6 cm długości oraz 3 cm szerokości, jest ząbkowana na brzegu, ma zaokrągloną nasadę i ostry wierzchołek. Ogonek liściowy jest nagi i ma 8 mm długości.
OwoceOrzechy osadzone po 3 w kupulach. Kupule powstają ze zrośnięcia dwóch liści przykwiatowych.

## Biologia i ekologia
Rośnie w lasach zrzucających liście. Występuje na wysokości od 800 do 2900 m n.p.m.